# Медведчино
Медведчино — деревня в Данковском районе Липецкой области, входит в состав Бигильдинского сельсовета.

## География
Деревня расположена на правом берегу Дона. На противоположном берегу реки находится Крутой лес, юго-восточнее — Барский лес.
Через Медведчино проходит просёлочная дорога. На западе она граничит с деревней Нижняя Павловка.

## Население
| 2010 |
| ---- |
| 19   |

Население деревни в 2009 году составляло 24 человека (15 дворов), в 2015 году — 10 человек.